# سفتی گردن

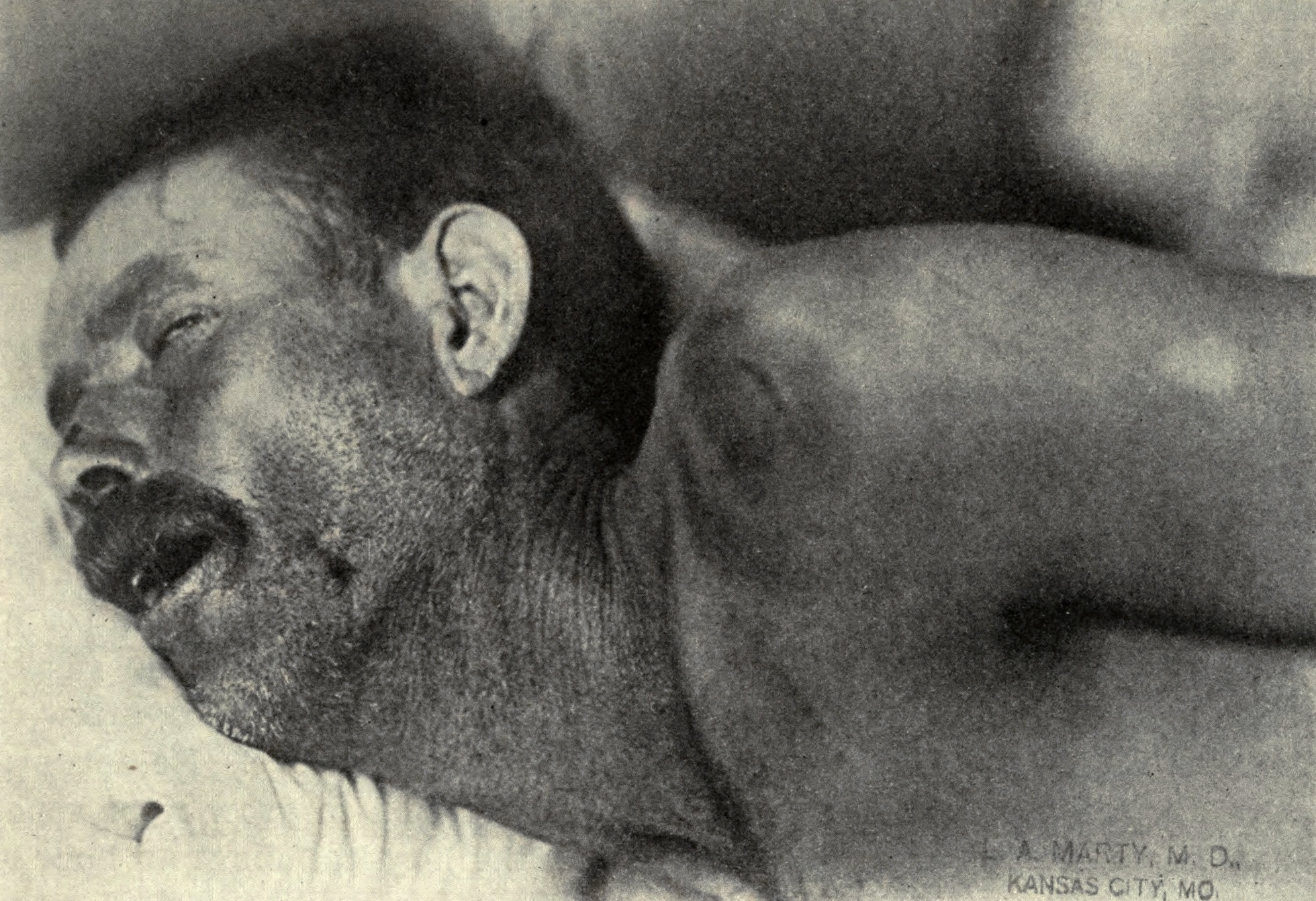
سفتی گردن، اپیدمی مننژیت تگزاس ۱۲–۱۹۱۱

سفتی گردن، سفت شدن گردن، سخت شدن گردن یا nuchal rigidity اصطلاحاتی هستند که اغلب به جای یکدیگر برای توصیف شرایط پزشکی استفاده می‌شوند که در آن فرد در هنگام تلاش برای چرخاندن، حرکت یا خم کردن گردن احساس ناراحتی یا درد می‌کند. علل احتمالی عبارتند از کشیدگی رباط (یا به‌طور کلی کشیدگی)، اختلالات ستون فقرات گردنی، مننژیت، و خونریزی زیر عنکبوتیه.
سفتی گردن به دلیل تحریک پوشش داخلی مغز و نخاع یکی از علائم اصلی مننژیت است.